# Neamia xenica
Neamia xenica és una espècie de peix pertanyent a la família dels apogònids.

## Hàbitat
És un peix marí, demersal i de clima tropical.

## Distribució geogràfica
Es troba al Pacífic occidental central: l'atoll Kiritimati (Kiribati).

## Observacions
És inofensiu per als humans.